# Gmina Pielgrzymka
Die Gmina Pielgrzymka ist eine Landgemeinde im Powiat Złotoryjski der Woiwodschaft Niederschlesien in Polen. Ihr Verwaltungssitz ist das gleichnamige Dorf (Pilgramsdorf) mit etwa 900 Einwohnern.

## Gliederung
Die Landgemeinde Pielgrzymka besteht aus acht Dörfern (deutsche Namen bis 1945) mit einem Schulzenamt:
| - Czaple (Hockenau) - Jastrzębnik (Steinberg) - Nowe Łąki (Neuwiese) - Nowa Wieś Grodziska (Neudorf am Gröditzberge) | - Pielgrzymka (Pilgramsdorf) - Proboszczów (Probsthain) - Sędzimirów (Wilhelmsdorf) - Twardocice (Harpersdorf) |

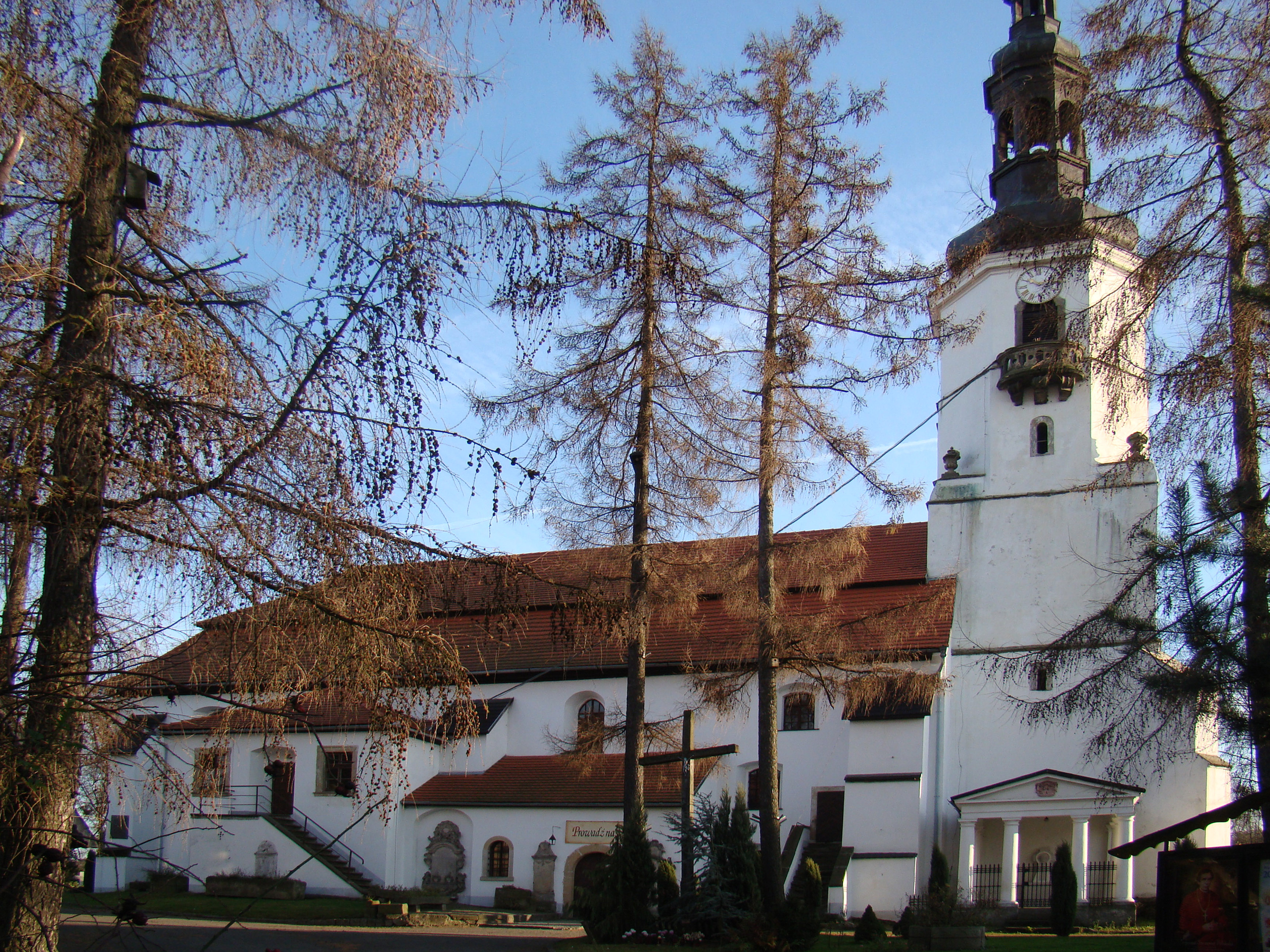
Pfarrkirche St. Nepomuk in Pilgramsdorf
- Schloss Pilgramsdorf. Um 1865. Sammlung Alexander Duncker

## Persönlichkeiten (Auswahl)
- Ferdinand Friedrich Joachim von Elsner (1743–1806), Generalmajor, erwarb das Gut
- Oscar von Elsner (1822–1871), Politiker

## Trivia
Das Dorf Pilgramsdorf ist Schauplatz des Romans „Wintergewitter“ von Kurt Ihlenfeld, der hier 1944 und 1945 als Pfarrer tätig war.